# Astronesthes nigroides
Astronesthes nigroides is een  straalvinnige vissensoort uit de familie van Stomiidae. De wetenschappelijke naam van de soort is voor het eerst geldig gepubliceerd in 1960 door Gibbs & Aron.
De soort staat op de Rode Lijst van de IUCN als niet bedreigd, beoordelingsjaar 2009.